# Cale d'épaisseur
Pour les articles homonymes, voir cale.
Une cale d'épaisseur est un objet servant à combler un vide ou à immobiliser une partie mobile. En mécanique on dit alors qu'on supprime un ou plusieurs degrés de liberté de la pièce calée. 

## Techniques

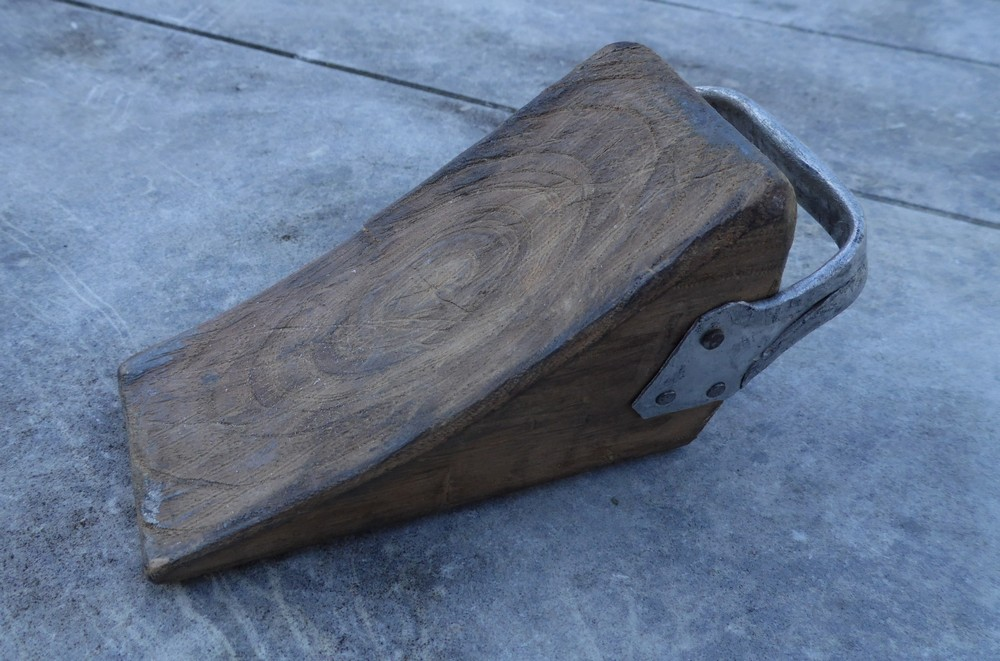
Cale de blocage artisanale pour véhicules.

Il y a trois techniques différentes pour obtenir une cale de la bonne épaisseur :
- L'espace à combler est mesuré avec précision puis la cale est fabriquée à l´épaisseur la plus proche de la mesure.

- La cale est fabriquée à une épaisseur plus importante que l'espace à combler puis son épaisseur est réduite jusqu'à ce qu'elle puisse se glisser dans l'espace. Et si la situation le permet, il est aussi possible de tailler une cale avec un profil triangulaire (telle qu'illustré ci-contre) s'élargissant vers l'extérieur, de façon à insérer l'extrémité pointue dans l'espace vide jusqu'à l'épaisseur voulue.

- On dispose d'une grande quantité de cales d'épaisseurs différentes, on glisse la cale d'épaisseur immédiatement inférieure à l'espace restant à combler et on répète l'opération jusqu’à ce que cet espace restant soit plus petit que la cale la plus fine.

Cette dernière technique peut être utilisée pour mesurer avec précision l'espace avant fabrication de la cale définitive, on parle alors de Jauge d'épaisseur.
Pour des cales métalliques, l'opération la plus coûteuse dans la fabrication est la mise à l'épaisseur, surtout dans la deuxième méthode où l'on procède à plusieurs mises à l´épaisseur. Cela peut être facilité par l'utilisation de cales pelables qui sont fabriquées par l'empilement de feuillards très minces collés les uns aux autres et séparables à l'aide d'une lame.